# Jonas Hanway

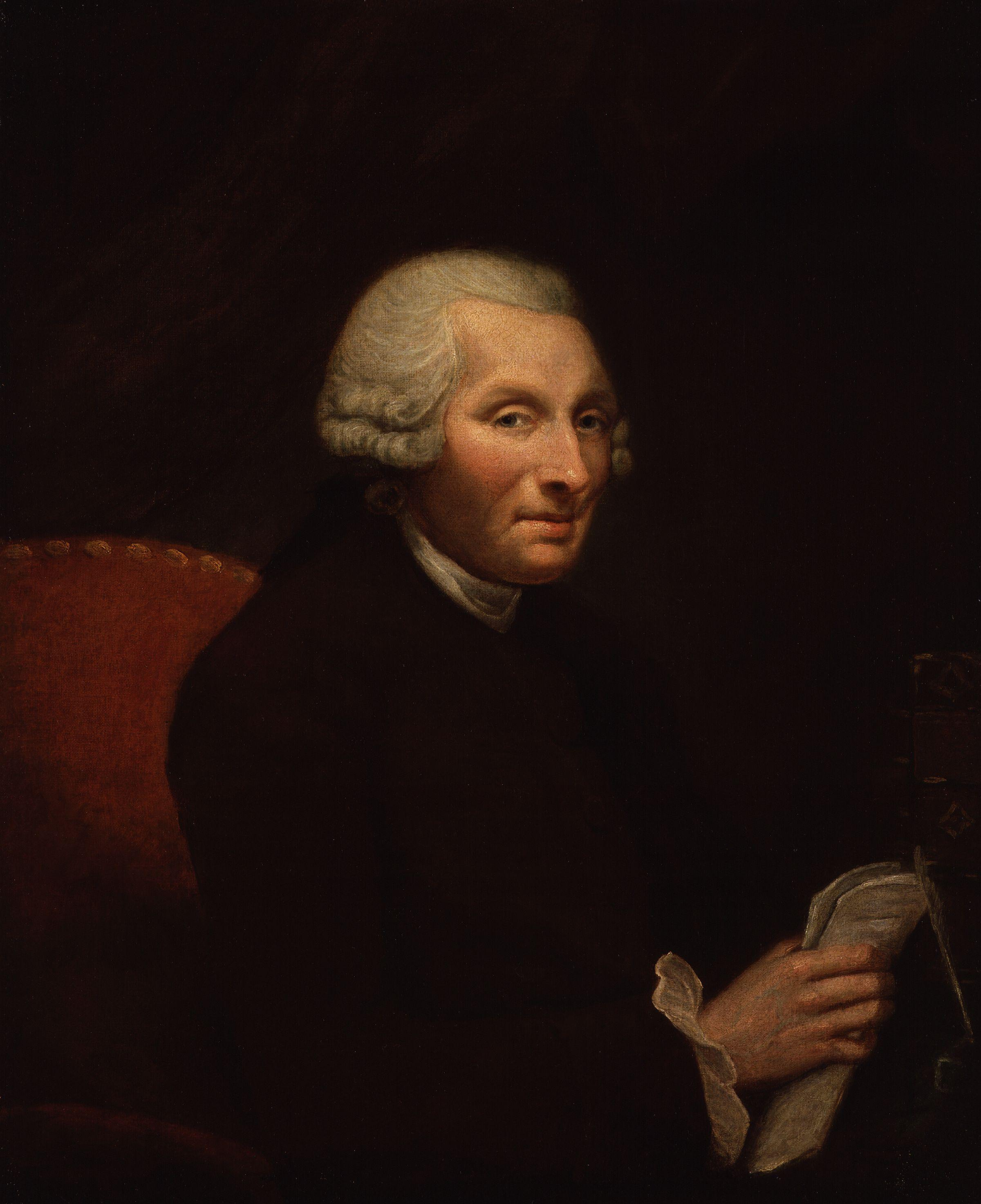
Chân dung Jonas Hanway do James Northcote vẽ khoảng năm 1785.

Jonas Hanway (12 tháng 8, 1712 – 5 tháng 9, 1786), là một du khách và nhà từ thiện người Anh.

## Tiểu sử
Ông chào đời tại Portsmouth, trên bờ biển phía nam nước Anh. Từ hồi còn nhỏ, cha ông từng là một victualler (người tiếp tế nhu yếu phẩm cho thủy thủ đoàn tàu trên biển) đột ngột qua đời, và gia đình về sau dọn tới sinh sống ở Luân Đôn.
Năm 1729, Jonas được gia đình gửi gắm theo một vị thương gia nọ học nghề buôn ở Lisbon. Năm 1743, sau một thời gian tự mình buôn bán kinh doanh ở Luân Đôn, ông trở thành một đối tác thân thiết với ngài Dingley, một thương gia sống ở St Petersburg, và nhờ đó mới có dịp đi du lịch ở Nga và Ba Tư. Rời khỏi St Petersburg vào ngày 10 tháng 9 năm 1743, và vượt qua phía nam Moskva, Tsaritsyn và Astrakhan, ông cập bến vùng biển Caspi vào ngày 22 tháng 11 và đặt chân đến Astrabad vào ngày 18 tháng 12. Ở đây hàng hóa của ông đã bị Mohammed Hassan Beg tịch thu, và chỉ sau khi trải qua cảnh thiếu thốn tột cùng mới giúp ông đến được quân doanh của Nadir Shah, cũng nhờ sự bảo hộ của vị vua này mà ông đã thu hồi được hầu hết (85%) tài sản của mình.
Hành trình hồi hương của ông đã bị ngăn trở bởi bệnh tật (ở Resht), các cuộc tấn công từ đám hải tặc, và khoảng thời gian cách ly sáu tuần; ông chỉ đặt chân đến St Petersburg vào ngày 1 tháng 1 năm 1745. Ông lại rời thủ đô nước Nga một lần nữa vào ngày 9 tháng 7 năm 1750 và chu du qua Đức và Hà Lan để đến nước Anh (ngày 28 tháng 10). Phần đời còn lại của ông chủ yếu ở Luân Đôn, nơi câu chuyện về chuyến du hành của ông (được xuất bản năm 1753) đã sớm biến ông trở thành một người nổi tiếng trước công chúng, và ông cống hiến hết mình cho việc từ thiện và làm tròn bổn phận công dân.
Năm 1756, Hanway đã lập nên Hội Hàng hải, để duy trì nguồn cung thủy thủ cho nước Anh; năm 1758, ông trở thành nhà quản lý Bệnh viện Foundling, một chức vụ sẽ được nâng lên thành phó chủ tịch vào năm 1772; ông còn góp phần vào việc thành lập Bệnh viện Magdalen; năm 1761 ông đã đem lại một hệ thống đăng ký khai sinh địa phương tốt hơn ở Luân Đôn; và sang năm 1762 ông được bổ nhiệm làm một ủy viên tiếp tế nhu yếu phẩm cho hải quân (10 tháng 7); chức vụ mà ông nắm giữ cho đến tận tháng 10 năm 1783.
Ông qua đời trong cảnh độc thân vào ngày 5 tháng 9 năm 1786 và được chôn cất trong hầm mộ tại Nhà thờ St. Mary, Hanwell. Một tượng đài nhằm tưởng nhớ đến ông, do John Francis Moore điêu khắc được xây cất tại Tu viện Westminster vào năm 1786.
Người ta nói rằng Hanway chính là người Luân Đôn đầu tiên mang theo ô dù ra ngoài đường, và ông đã sống sót qua các trận đánh thắng đám phu kéo xe ngựa đã cố la hét phản đối và xô đẩy ông té ngã xuống đường. Ông còn tấn công những kẻ giữ mũ hoặc nhận tiền tip, với một số thành công tạm thời; qua sự công kích việc uống trà đã kéo ông tham gia vào cuộc tranh cãi với Johnson và Goldsmith. Những nỗ lực cuối cùng của ông là thay mặt cho những chú bé quét dọn ống khói. Ông bênh vực biệt giam các tù nhân và phản đối việc nhập quốc tịch Do Thái là những trường hợp đáng ngờ hơn về hoạt động của ông trong các vấn đề xã hội.

## Ấn phẩm
Hanway đã tạo nên 74 ấn phẩm hầu hết đều là sách nhỏ chuyên đề. Tầm quan trọng về mặt văn học chính là cuốn Historical Account of British Trade over the Caspian Sea, with a Journal of Travels, etc. (Luân Đôn, 1753). Ông cũng trích dẫn thường xuyên cho tác phẩm của mình với Bệnh viện Foundling, đặc biệt là cuốn sách nhỏ của ông đã nêu chi tiết "lịch sử" so sánh sớm nhất của tổ chức này so với các tổ chức tương tự ở nước ngoài.
Về tiểu sử cuộc đời ông, xem thêm John Pugh, Remarkable Occurrences in the Life of Jonas Hanway (Luân Đôn, 1787); Gentleman's Magazine, vol. xxxii. p. 342; vol. lvi. pt. ii. pp. 812814, 1090, 1143-1144; vol. lxv. pt. ii. pp. 72 1722, 834-835; Notes and Queries, 1st series, i. 436, ii. 25; 3rd series, vii. 311; 4th series, viii. 416.